# Остров (Русија)
Остров (рус. Остров) насељено је место са административним статусом града на западу европског дела Руске Федерације. Налази се у западном делу Псковске области и административно припада Островском општинском рејону чији је уједно и административни центар.
Према проценама националне статистичке службе за 2015. у граду је живело 20.773 становника, и по броју становника налази се на трећем месту у области, одмах после Пскова и Великих Лука.
Град се развио из тврђаве која се налазила на маленом острву у кориту Великаје, те само ииме потиче од руске речи за острво остров.

## Географија
Град Остров налази се у источном делу Псковске области, готово у самом средишту Островског рејона. Лежи у централном делу Псковске низије, на надморској висини од око 60 m. Кроз град протиче река Великаја, најважнија притока Псковског језера. Град се налази на око 55 километара јужније од административног центра области града Пскова.
Град је железницом повезан са летонским Резекнеом на западу, те са Псковом на северу. Кроз град пролази и деоница националног аутопута Санкт Петербург—Витепск.

## Историја
Иако тачан датум оснивања Острова није познат, претпоставља се да је град постојао још током XIII века. Први писани подаци о граду датирају из једног списа из 1341. године у којем се помиње одред војске предвођен островским књазом Василијем Онисимовичем, који је дошао у помоћ Псковљанима у борбама против Ливонаца.
Град се вероватно развио из утврђења које је било саграђено на маленом острву окруженом реком Великајом и њеним рукавцем Слобожихом. Тврђава је све до средине XIV века била од дрвета, а потом су дрвене зидине замењене каменим утврђењем са 5 високих торњева. У унутрашњости тврђаве је 1542. саграђена камена црква посвећена Светом Николи. Током целог средњег века Остров је служио као једно од најважнијих одбрамбених утврђења псковске земље, и у том периоду био је честа мета напада споља. Током Руско-литванског рата (1500—1503), након дуже опсаде током 1501. године ливонска војска успела је на кратко да заузме тврђаву и да разори град. У августу 1581. град је заједно са тврђавом потпуно уништен од стране пољског краља Стефана Баторија, а у границама пољске државе остао је до марта 1582. када је сходно одредбама Јам-запољског мира враћен Русији.
Након пољског разарања током Ливонског рата Остров бива напуштен и у наредних век и по готово нестаје са политичке мапе тог времена. По окончању Северног рата почетком XVIII века долази до обнове града, како у привредном тако и у стратешком погледу. Године 1719. Остров постаје значајним окружним градом у Псковској провинцији, а од 1777. и у Псковској губернији. Први градски грб званично је усвојен 28. маја 1781. године. У истом периоду у граду цвета трговина, а посебно трговина ланом и кожом.
Дана 28. јануара 1860. отворена је железница која је град повезивала са Псковом на северу, а 8. новембра исте године и деоница ка Динабургу.
Град је био под немачком окупацијом током Другог светског рата, од 7. јула 1941. до 17. јула 1944. године.

## Демографија
Према подацима са пописа становништва 2010. у граду је живело 21.668 становника, док је према проценама националне статистичке службе за 2015. град имао 20.773 становника.
| 1897. | 1959.  | 1970.  | 1979.  | 1989.  | 2002.  | 2010.  | 2015.  |
| ----- | ------ | ------ | ------ | ------ | ------ | ------ | ------ |
| 6.300 | 17.603 | 22.571 | 26.667 | 28.842 | 25.078 | 21.668 | 20.773 |